# Xzibit
Элвин Натаниэль Джойнер IV (англ. Alvin Nathaniel Joiner), более известный под сценическим псевдонимом Экзи́бит (Xzibit; от англ. exhibit — «экспонат», «вещественное доказательство») — американский рэпер, актёр и телеведущий. Начиная с 1996 года выпустил восемь сольных альбомов. Дебютный альбом At the Speed of Life был хорошо принят, как и последующие альбомы Restless, Man vs. Machine и Weapons of Mass Destruction. Хzibit работал с такими известными рэперами как Eminem, Snoop Dogg, Dr. Dre, Method Man, Game, а также рок-группой Within Temptation. С 2013 года выступает в составе хип-хоп супергруппы Serial Killers с B-Real и Demrick.
Был ведущим программы «Тачку на прокачку» на MTV. Снимался в фильмах «Восьмая миля», «Три икса 2: Новый уровень», «Цена измены», «Второй шанс», «Секретные материалы: Хочу верить», «Плохой лейтенант», «Солнечные псы», играл в сериале «Империя» и других.

## Биография

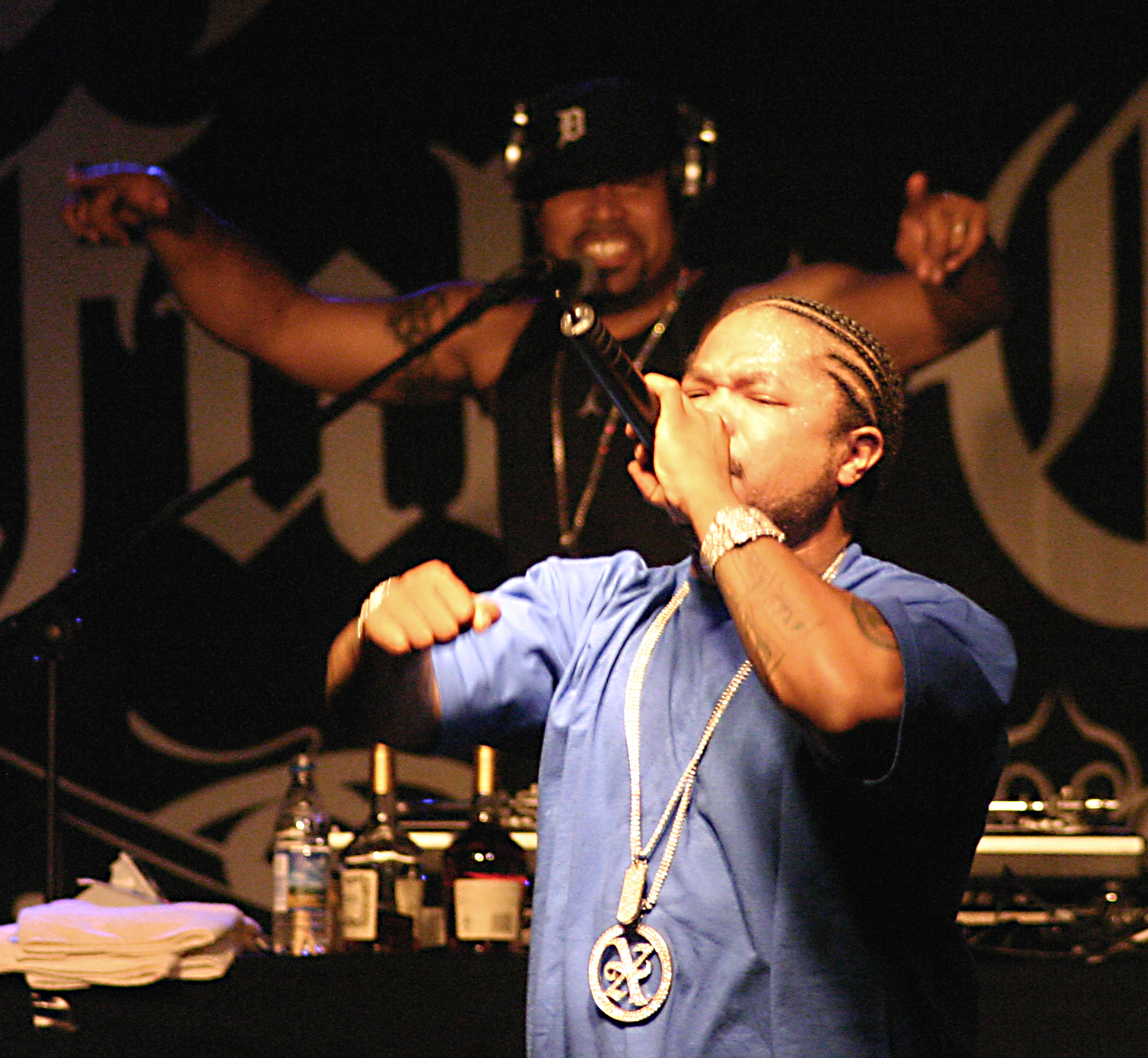
Xzibit в Берлине в 2007 году

Родился 18 сентября 1974 года в Детройте. Когда ему было 9 лет, умерла его мать. Последовал переезд вместе с отцом и мачехой в Нью-Мексико. Читать рэп начал в возрасте 10 лет. Когда ему исполнилось 17, уехал в Калифорнию. Музыкальную карьеру начал в составе Likwit Crew. Дебютный альбом «At the Speed of Life» вышел в 1996 году при помощи Loud Records и рэперов с Западного побережья. Прославился Xzibit благодаря композиции «Bitch Please», спетой совместно с Snoop Dogg.
В 2000 году рэпер записывает альбом Restless. Исполнительным продюсером альбома стал Dr. Dre, а сам альбом стал платиновым. Через два года, снова под наставничеством Dr. Dre, выходит Man vs. Machine, ставший золотым. В 2004 году вышел ещё один золотой альбом Weapons of Mass Destruction.
Xzibit является отцом двух сыновей. 26 мая 2008 года умер его новорождённый сын — Хавьер Кингстон Джойнер. Причиной смерти послужили слабые лёгкие ребёнка.
Xzibit снялся более чем в двадцати фильмах.

## Дискография
- 1996 — At the Speed of Life
- 1998 — 40 Dayz & 40 Nightz
- 2000 — Restless
- 2002 — Man vs. Machine
- 2004 — Weapons of Mass Destruction
- 2006 — Full Circle
- 2012 — Napalm
- 2025 — Kingmaker

С Serial Killers
- 2013 — Serial Killers Vol. 1
- 2015 — The Murder Show
- 2018 — Day of the Dead
- 2020 — Summer of Sam

## Фильмография
| Год       |     | Русское название                       | Оригинальное название                      | Роль                 |
| --------- | --- | -------------------------------------- | ------------------------------------------ | -------------------- |
| 1997      | док | Рифмы и Рассудок                       | Rhyme & Reason                             | играет себя          |
| 1999      | ф   | Белая ворона                           | The Breaks                                 | Джамал               |
| 2000      | ф   | Восточные перцы                        | Tha Eastsidaz                              | Блу                  |
| 2001      | ф   | Мойка                                  | The Wash                                   | Уэйн                 |
| 2001      | мс  | Шоу Слим Шейди                         | The Slim Shady Show                        | Наклз                |
| 2002      | ф   | Восьмая миля                           | 8 Mile                                     | Майк                 |
| 2002      | ф   | Деревенские медведи                    | The Country Bears                          | играет себя          |
| 2004      | ф   | Воины правосудия                       | Full Clip                                  | Дункан               |
| 2004      | с   | Всё о нас                              | All of Us                                  | играет себя          |
| 2004      | с   | C.S.I.: Место преступления Майами      | CSI: Miami                                 | Дуэйн Джекман        |
| 2005      | ф   | Три икса 2: Новый уровень              | XXX: State of the Union                    | Зик                  |
| 2005      | ф   | Цена измены                            | Derailed                                   | Декстер              |
| 2005      | мф  | Правдивая история Красной Шапки        | Hoodwinked!                                | Медведь Гризли       |
| 2006      | ф   | Второй шанс                            | Gridiron Gang                              | Мальколн Мур         |
| 2006—2007 | мс  | Гетто                                  | The Boondocks                              | играет себя          |
| 2008      | ф   | Секретные материалы: Хочу верить       | The X-Files: I Want to Believe             | агент Мосли Драмми   |
| 2008      | ф   | Американская Фиалка                    | American Violet                            | Даррелл Хьюз         |
| 2009      | ф   | Плохой лейтенант                       | Bad Lieutenant: Port of Call New Orleans   | Биг-Фэйт             |
| 2010      | с   | Детройт 1-8-7                          | Detroit 1-8-7                              | Рассел Питс          |
| 2010      | кор | Афера в Стране чудес                   | Malice n Wonderland                        | Бармаглот            |
| 2012      | тф  | Кодовое имя «Джеронимо»                | Seal Team Six: The Raid on Osama Bin Laden | Мул                  |
| 2012      | док | Something from Nothing: The Art of Rap | Something from Nothing: The Art of Rap     | играет себя          |
| 2012      | с   | Лоитер Сквад                           | Loiter Squad                               | играет себя          |
| 2013—2015 | с   | Гавайи 5.0                             | Hawaii Five-0                              | Джейсон Деккер       |
| 2016—2019 | с   | Империя                                | Empire                                     | Лесли «Шайн» Джонсон |
| 2017      | ф   | Солнечные псы                          | Sun Dogs                                   | Дженкинс             |
| 2018      | мс  | Американский папаша!                   | American Dad!                              | Джуси Лу             |

### Телепередачи
- Тачку на прокачку (2004—2007) — ведущий

### Видеоигры
| Год  |    | Русское название                                   | Оригинальное название                              | Роль        |
| ---- | -- | -------------------------------------------------- | -------------------------------------------------- | ----------- |
| 2000 | ки | Madden NFL 2001                                    | Madden NFL 2001                                    | играет себя |
| 2002 | ки | Street Hoops                                       | Street Hoops                                       | играет себя |
| 2004 | ки | The Chronicles of Riddick: Escape from Butcher Bay | The Chronicles of Riddick: Escape from Butcher Bay | Эббот       |
| 2004 | ки | Def Jam: Fight For NY                              | Def Jam: Fight For NY                              | играет себя |
| 2004 | ки | NFL Street 2                                       | NFL Street 2                                       | играет себя |
| 2006 | ки | Pimp My Ride                                       | Pimp My Ride                                       | играет себя |
| 2006 | ки | Def Jam Fight for NY: The Takeover                 | Def Jam Fight for NY: The Takeover                 | играет себя |
| 2009 | ки | The Chronicles of Riddick: Assault on Dark Athena  | The Chronicles of Riddick: Assault on Dark Athena  | Эббот       |